# Caenohalictus intermedius
Caenohalictus intermedius är en biart som beskrevs av Rojas och Toro 2000. Caenohalictus intermedius ingår i släktet Caenohalictus och familjen vägbin. Inga underarter finns listade.